# Epimecis matronaria
Epimecis matronaria är en fjärilsart som beskrevs av Achille Guenée 1857. Epimecis matronaria ingår i släktet Epimecis och familjen mätare. Inga underarter finns listade i Catalogue of Life.